# Vertical Dance

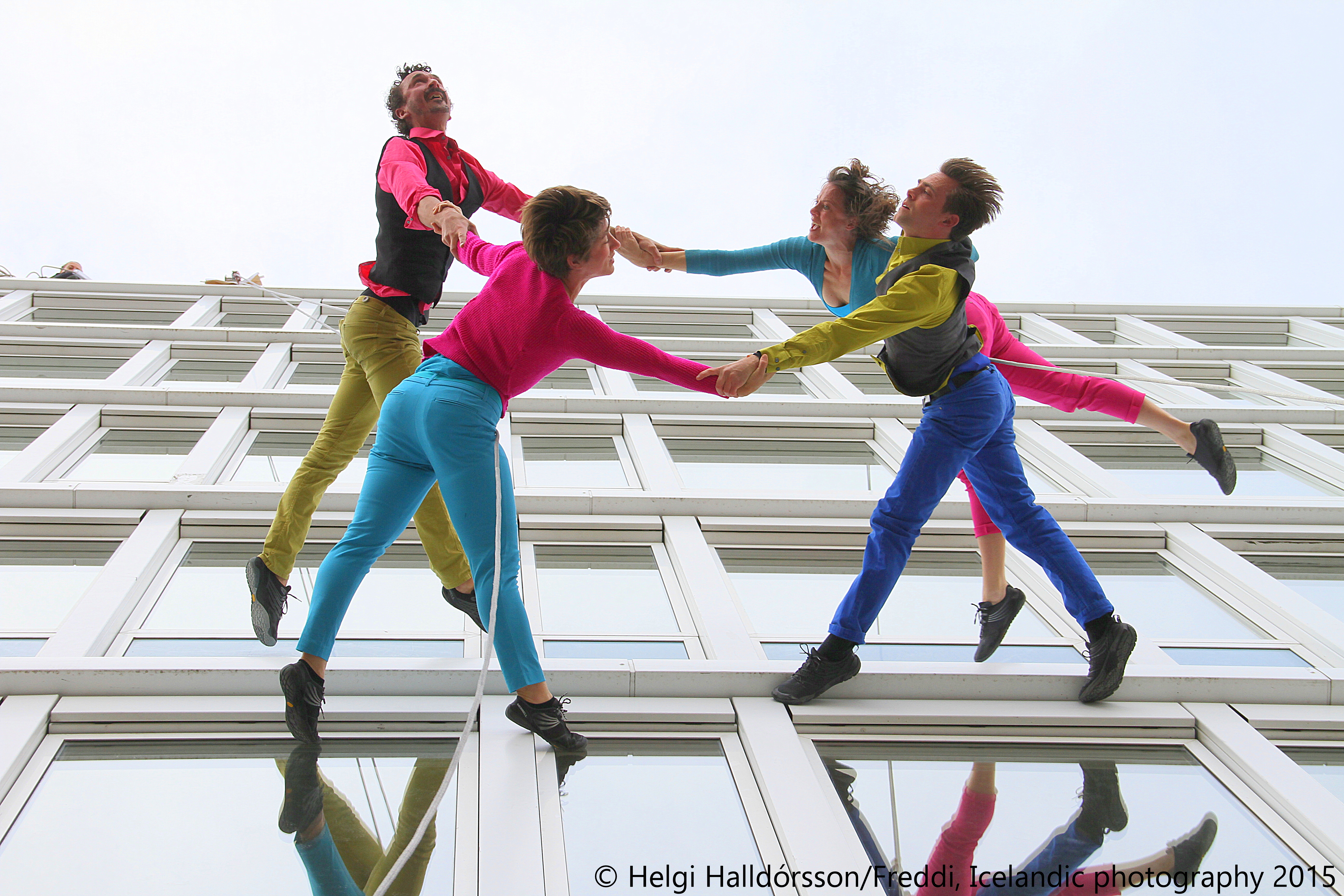
Vertical Dance zum Reykjavík Arts Festival 2015 mit Bandaloop

Vertical Dance ist eine Form des Aerial Dance und eine moderne Art tänzerischer und akrobatischer Bewegung, die in der Vertikalen stattfindet und meistens Häuserwände oder andere Bauwerke als Abdruckelement benutzt.
Die Tänzer hängen, wie beim Abseilen, an einem Seil und können dadurch, wenn sie den Körper in die Horizontale ausrichten, die Wand als Boden benutzen und neue tänzerische und akrobatische Elemente finden. Vertical Dance wird heute von über 50 Tanzgruppen praktiziert, vor allem in Nordamerika und Europa.
Auch Pole Dance und andere Tanzarten, die vertikale Elemente beinhalten, werden von den Praktizierenden manchmal als Vertical Dance bezeichnet, was irreführend sein kann.

## Geschichte

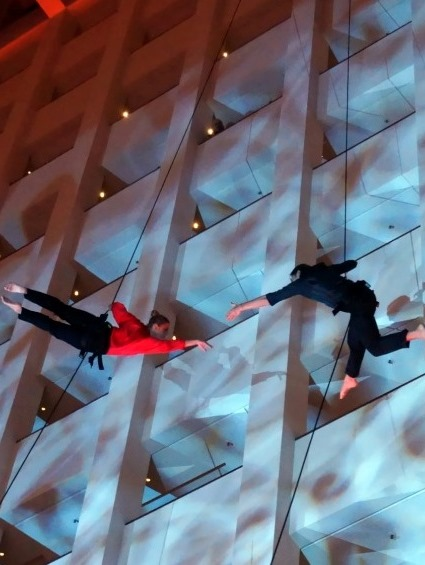
Vertical Dance im Hotel Marriott Berlin 2013

In De La Guarda, inszeniert von einer freien Theatergruppe aus Buenos Aires, wurden zum ersten Mal Aerial Dance und Vertical Dance auf einer Bühne gezeigt. Das Stück wird seit 1994 an verschiedenen Orten der Welt aufgeführt. Die Performance findet hauptsächlich über den Köpfen der Zuschauer statt und beinhaltet Tanz, Akrobatik und Theater, untermalt mit Musik und Elementen, wie Wasser, Dampf, Nebel und Feuer.
Wanda Moretti, eine italienische Choreographin, die sich in ihren tänzerischen Recherchen mit Proportionen und Harmonien an Orten beschäftigt, begann 1990 damit, Vertical Dance zu benutzen. 1994 gründete sie zusammen mit dem Musiker Marco Castelli in Venedig die Company Il Posto. 2010 rief sie das International Vertical Dance Network ins Leben, das die wichtigsten Companys weltweit verbindet. Sie ist außerdem Gründermitglied des Vertical Dance Forum, das aus 7 Vertical-Dance-Companys aus Kanada und Europa besteht und zum Ziel hat, die Kapazität und Sichtbarkeit von Vertical Dance zu stärken.
Trisha Brown brachte Tänzer kletternd oder laufend in die Luft. Z. B. in den Werken Walking on the Wall (1971), Floor of the Forest (2007), Man Walking Down the Side of a Building (1970). Hier werden Aerial Dance und Vertical Dance in einer weniger spektakulären, eher künstlerischen Art benutzt.
Project Bandaloop, gegründet 1991 in Oakland, Kalifornien, geht der Leidenschaft für Bewegung, Klettern, künstlerischem Ausdruck und Verbindung zur Umwelt nach. Ihre originellen Inszenierungen finden an architektonischen Sehenswürdigkeiten und Wolkenkratzern auf der ganzen Welt statt, aber auch an natürlichen Felswänden und in anderen Umgebungen.
Mit der Show Vertical Catwalk, einer vertikalen Modenschau, mit Elementen aus dem Vertical Dance, war Jochen Schweizers Unternehmen ab 2004 international präsent. Zum Beispiel wurde eine Modenschau am Rockefeller Center in New York City durchgeführt.
In vielen Musicals (z. B. Tarzan, La Perle Dubai von Francis Dragone) und anderen modernen Inszenierungen tanzen inzwischen Darsteller in der Luft.

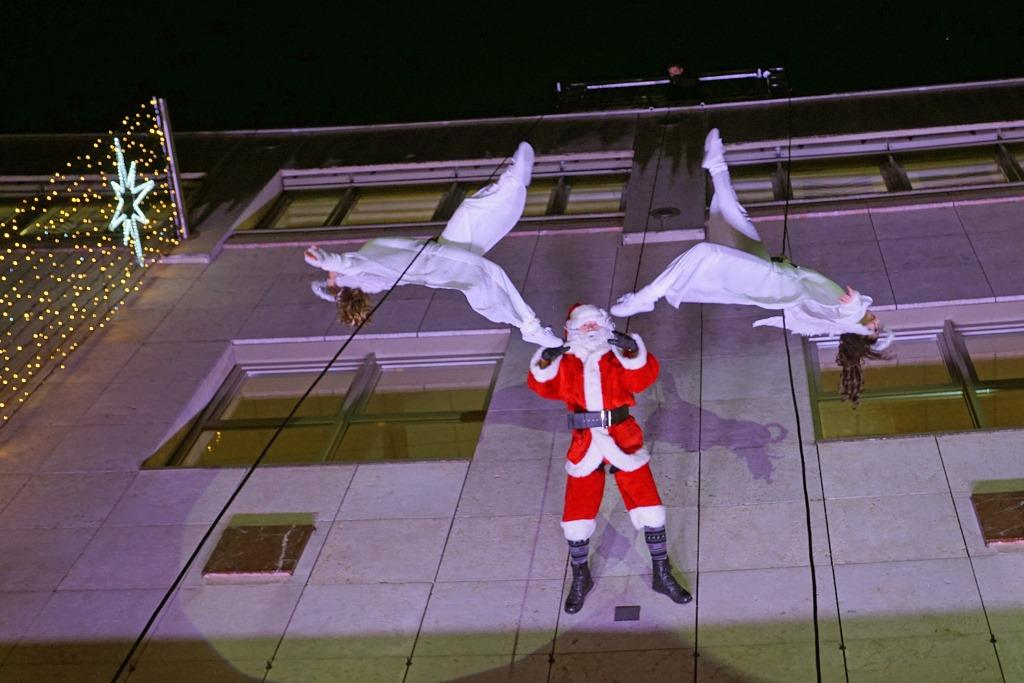
Weihnachtsshow mit Vertical Dance in Berlin

2019 nahm der eher traditionelle Zirkus Probst erstmals Vertical Dance in sein Programm mit auf.
2021 hat das Ensemble VoLA Stage Art aus Potsdam auf dem Teufelsberg Berlin die erste internationale Vertical Dance Convention durchgeführt. 50 Vertical Dancer aus 14 Nationen tanzten an den Wänden und den Räumen der ehemaligen Abhörstation.